# Oxytropis aspera
Oxytropis aspera är en ärtväxtart som beskrevs av Nikolai Fedorovich Gontscharow. Oxytropis aspera ingår i släktet klovedlar, och familjen ärtväxter. Inga underarter finns listade i Catalogue of Life.